# Jenno Topping
Jenno Topping é uma produtora estadunidense. Foi indicada ao Oscar 2017 pela realização do filme Hidden Figures, ao lado de Donna Gigliotti, Peter Chernin, Pharrell Williams e Theodore Melfi.

## Prêmios e indicações
- Pendente: Oscar de melhor filme, por Hidden Figures;
- Indicado: Producers Guild of America Award, por Hidden Figures.[4]